# AdvFS
AdvFS je svobodný souborový systém, který vyvíjela před koncem první poloviny devadesátých let 20. století společnost Digital Equipment Corporation pro svoji verzi Unixu OSF/1 (později Digital UNIX/Tru64 UNIX).
Mezi hlavní vlastnosti patří:
- žurnálování umožňující rychlou obnovu po pádu
- vysoký výkon
- dynamická struktura umožňující správu systému souborů za běhu
- vytváření obrazů za běhu
- defragmentaci "domén" s aktivními uživateli
- obnovování smazaných souborů
- řízení ukládání souborů uvnitř úložiště

AdvFS používá relativně pokročilý systém úložišť (zvaných domény, anglicky domain) a logických souborových systémů (zvaných sady souborů, anglicky file sets). Doména je tvořena libovolným počtem blokových zařízení typu diskový oddíl, LVM nebo LSM. Sada souborů je logický systém postavený nad jednou doménou.
Původně byl souborový systém AdvFS vyvinut pro jiný operační systém a portován inženýry společnosti DEC v Bellevue ve státě Washington, USA, vývojový tým se později přestěhoval do města Nashua, ve státě New Hampshire. Čísla verzí byla vždy o jedna za operačním systémem, tedy DEC OSF/1 v3.2 obsahoval AdvFS verze 2.x, Digital UNIX 4.0 obsahoval AdvFS ve verzi 3.x a Tru64 UNIX 5.x pak AdvFS verze 4.x. Pouze verze 4.x však dospěla na úroveň, která byla vhodná pro produkční nasazení, včetně sady nástrojů pro kompletní správu.
22. června 2008 byly zdrojové kódy uvolněny pod licencí GNU General Public License na serveru SourceForge aby byl zajištěn soulad s licencí jádra Linux. Uvolněny byly ve skutečnosti dvě verze, tzv. 1. generace, což je zdrojový kód aktuálně používaného software v True64, a 2. generace, zdrojový kód vylepšeného AdvFS v minulosti napsaný, ale nikdy nenasazený. Spolu se zdrojovými kódy je dostupná i dokumentace.